# Samir Boughanem
Samir Boughanem (Cluses, 8 agosto 1975) è un allenatore di calcio ed ex calciatore marocchino con cittadinanza francese, di ruolo centrocampista.